# BMW E71
BMW E71 (eller BMW X6) är en crossover, tillverkad av den tyska biltillverkaren BMW mellan 2008 och 2014.

## Motor
| Modell          | Årsmodell | Motor                    | Cylindervolym | Effekt | Bränslesystem                      |
| --------------- | --------- | ------------------------ | ------------- | ------ | ---------------------------------- |
| X6 xDrive 30d   | 2008-10   | M57: 6-cyl radmotor DOHC | 2993 cm³      | 235 hk | Common rail turbodiesel            |
| X6 xDrive 35d   | 2008-10   | M57: 6-cyl radmotor DOHC | 2993 cm³      | 286 hk | Common rail turbodiesel            |
| X6 xDrive 50i   | 2008-14   | N63: 8-cyl V-motor DOHC  | 4395 cm³      | 408 hk | Direktinsprutning, turbo           |
| X6 xDrive 35i   | 2009-10   | N54: 6-cyl radmotor DOHC | 2979 cm³      | 272 hk | Bränsleinsprutning, turbo          |
| X6 M            | 2009-14   | S63: 8-cyl V-motor DOHC  | 4395 cm³      | 555 hk | Direktinsprutning, turbo           |
| ActiveHybrid X6 | 2010-14   | N63: 8-cyl V-motor DOHC  | 4395 cm³      | 485 hk | Direktinsprutning, turbo + elmotor |
| X6 xDrive 30d   | 2011-14   | N57: 6-cyl radmotor DOHC | 2993 cm³      | 245 hk | Common rail turbodiesel            |
| X6 xDrive 35i   | 2011-14   | N55: 6-cyl radmotor DOHC | 2979 cm³      | 306 hk | Direktinsprutning, turbo           |
| X6 xDrive 40d   | 2011-14   | N57: 6-cyl radmotor DOHC | 2993 cm³      | 306 hk | Common rail turbodiesel            |
| X6 M50d         | 2013-14   | N57: 6-cyl radmotor DOHC | 2993 cm³      | 381 hk | Common rail turbodiesel            |